# Novystein

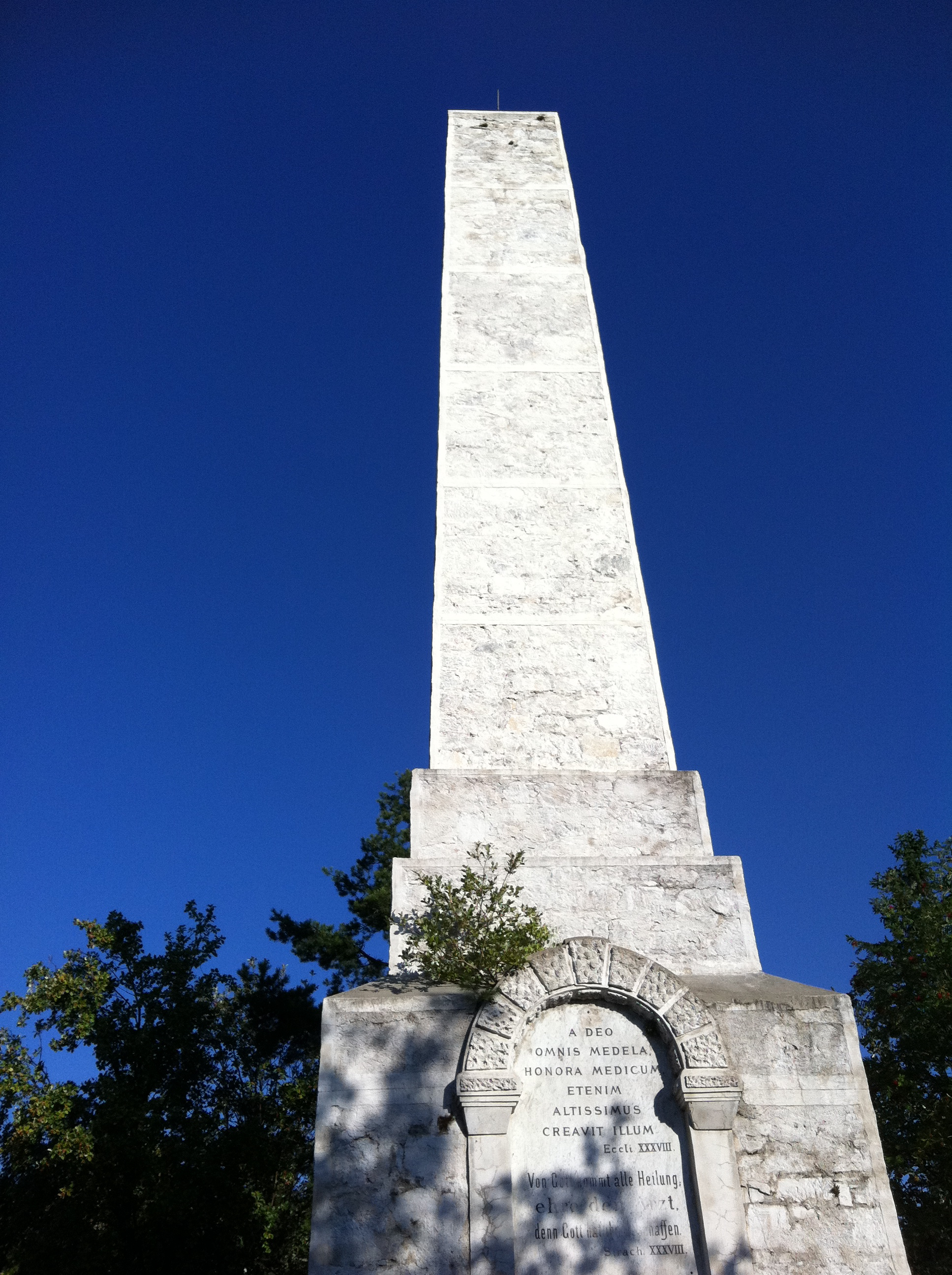
Novystein

Der Novystein ist ein Denkmal für den Kurarzt Gustav Novy in St. Radegund bei Graz. Der 20 Meter hohe Obelisk wurde laut Inschriften im Jahre 1883 „dem Wohlthäter vieler Leidenden, dem grossen Meister der Wasserheilmethode, Doctor Gustav Novy von dankbaren Curgästen“ auf der 910 m hohen Fürwallnerhöhe südlich des Schöckl errichtet.

## Geschichte des Denkmals

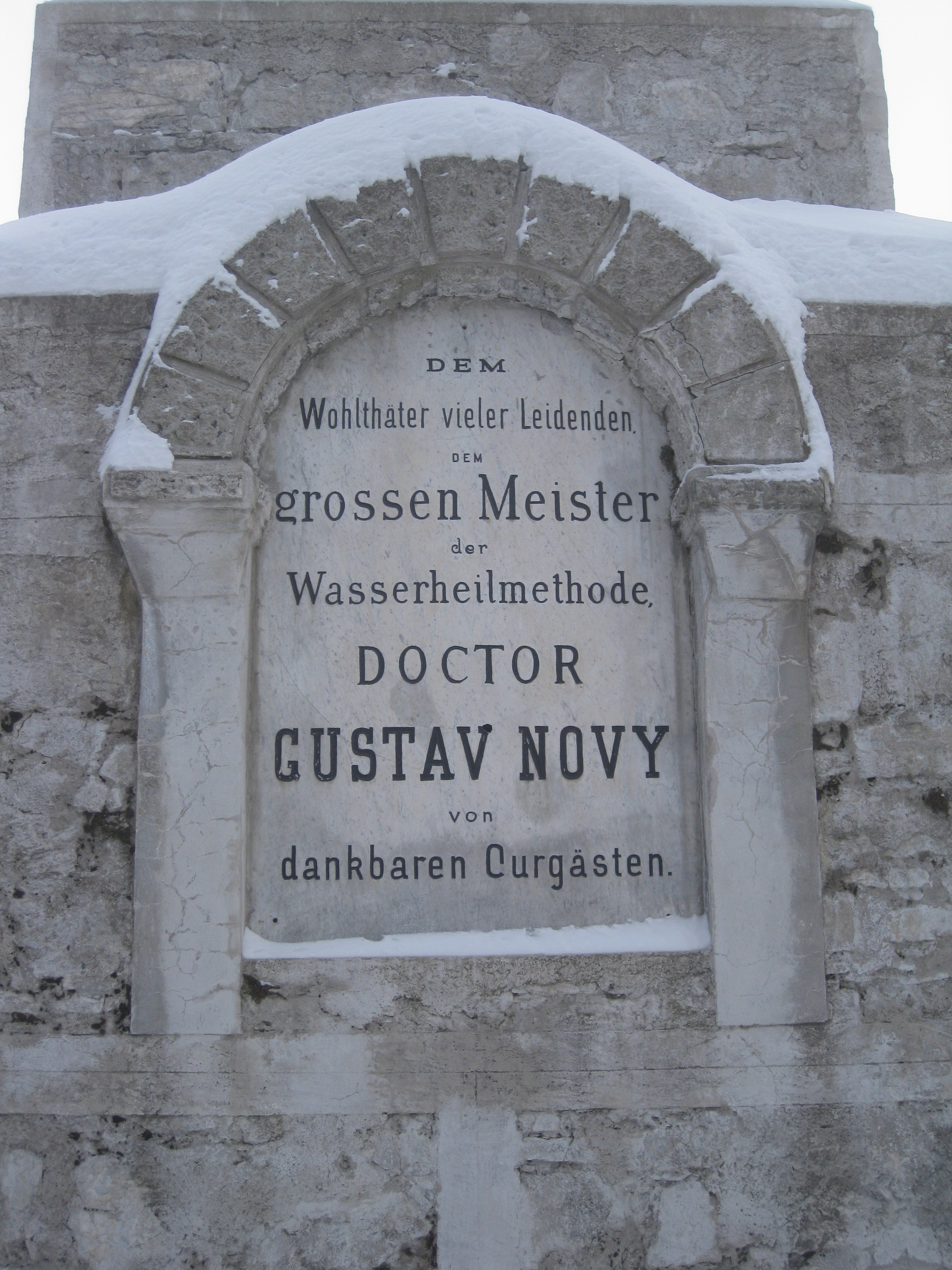
Novystein Widmungsinschrift

1883 beschloss ein Festkomitee, dem Moritz Ritter von Franck, Coloman von Gulcsi, Dr. Rudolf Schwingenschlögel und Leutnant i. R. Ottokar Oliva angehörten, dem Arzt Dr. med. Gustav Novy anlässlich des 25. Jahrestages seiner Promotion ein Denkmal zu errichten. Auf dem 910 m hohen Fürwald (oder auch Kalkberg genannt) wurde ein 20 Meter hoher Obelisk errichtet. Am Sockel befinden sich Widmungsinschriften. Eine der Widmungen lautet: „Von Gott kommt alle Heilung. Ehre den Arzt, denn Gott hat ihn geschaffen.“

## Gustav Novy
Gustav Novy, geb. 1831 in Krumau in Böhmen, erhielt seine gesamte Ausbildung in Prag, wo er auch das Doktordiplom erwarb. Nach einigen Jahren als Arzt in Ungarn kam er nach Gräfenberg zum Wasserheilkünstler Vinzenz Prießnitz.
In St. Radegund war er zuerst Assistent des Leiters der Kuranstalt, Dr. Josef Schindler. Anfang Jänner 1864 hatte Novy die Leitung der Kuranstalt übernommen. Unter der Leitung Gustav Novys wurden die bestehenden Badestuben und vieles weitere modernisiert. Der Mediziner bildete auch weibliche und männliche Badediener aus.
Schon bald kamen viele Kurgäste zu Gustav Novy und er wurde weltweit bekannt. Der Ruf, den Gustav Novy als Arzt genoss, ließ die Zahl der Kurgäste ständig ansteigen. Waren es in den Jahren 1880 bis 1882 durchschnittlich 560 Patienten, die den Kurort besuchten, so stieg die Zahl im Jahr 1883 auf 900 an und erreichte im Jahr 1886 bereits über Tausend. Die Gäste kamen aus Kroatien, Bosnien, Deutschland, Italien, Russland, Ägypten und Amerika. Gustav Novy starb 1896.